# János A. Heuffel
János (Johann) A. Heuffel ( 29 de diciembre de 1800 - 22 de septiembre de 1857 ) fue un botánico húngaro, que trabajó con especímenes de Pancic (1814-1888).

## Algunas publicaciones
- 1858. Enumeratio plantarum Banatus Temesiensis. Verhandlungen der Zoologisch-Botanischen Gesellschaft in Wien Jg. 39-240

## Honores

### Eponimia
Géneros
- (Cyperaceae) Heuffelia Opiz[2]

- (Poaceae) Heuffelia Schur[3]

Especies
- (Apiaceae) Ferula heuffelii Griseb. ex Heuff.[4]

- (Asteraceae) Cineraria heuffelii Hoppe ex Nyman[5]

- (Crassulaceae) Diopogon heuffelii (Schott) H.Huber[6]

- (Fabaceae) Cytisus heuffelii Wierzb. ex Griseb. & Schenk[7]

- (Iridaceae) Crocus heuffelianus Herb.[8]

- (Rosaceae) Potentilla heuffeliana Steud.[9]

- (Saxifragaceae) Saxifraga heuffelii Schott, Nyman & Kotschy[10]

- La abreviatura «Heuff.» se emplea para indicar a János A. Heuffel como autoridad en la descripción y clasificación científica de los vegetales.[11]